# Ujong Kuta Batee
Ujong Kuta Batee is een bestuurslaag in het regentschap Aceh Utara van de provincie Atjeh, Indonesië. Ujong Kuta Batee telt 455 inwoners (volkstelling 2010).